# Бонін (Кошалінський повіт)
Бонін (пол. Bonin, нім. Bonin) — село в Польщі, у гміні Маново Кошалінського повіту Західнопоморського воєводства.
Населення — 1326 осіб (2011).

## Демографія
Демографічна структура станом на 31 березня 2011 року:
|          | Загалом | Допрацездатний вік | Працездатний вік | Постпрацездатний вік |
| -------- | ------- | ------------------ | ---------------- | -------------------- |
| Чоловіки | 668     | 149                | 482              | 37                   |
| Жінки    | 658     | 129                | 409              | 120                  |
| Разом    | 1326    | 278                | 891              | 157                  |